# Vado Ligure
Vado Ligure (ligur nyelven Vuè vagy Voæ) település Olaszországban, Liguria régióban, Savona megyében. Lakosainak száma 8012 fő (2023. január 1.). Vado Ligure Bergeggi, Quiliano, Savona, Spotorno és Vezzi Portio községekkel határos.

## Népesség
A település lakossága az elmúlt években az alábbi módon változott:
| Lakosok száma | 8365 | 8369 | 8012 |
|               | 2017 | 2018 | 2023 |